# Tithoes longipennis
Tithoes longipennis là một loài bọ cánh cứng trong họ Cerambycidae.